# 圣金口若望祭坛画

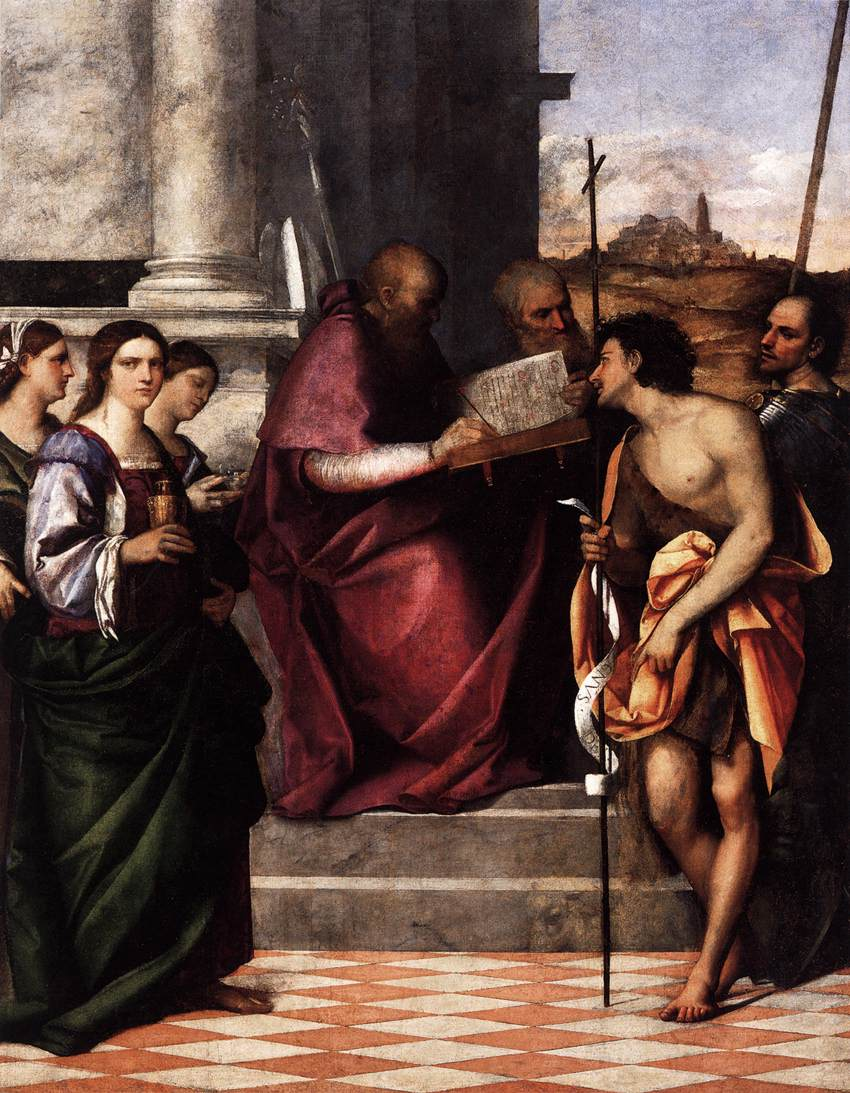
《圣金口若望祭坛画》

《圣金口若望祭坛画》是塞巴斯蒂亚诺·德尔·皮翁博的一幅 布面油画，绘制于1510–1511 年，现藏于威尼斯的 圣金口若望堂 。
这幅画是根据 卡特琳娜·康塔里尼·莫罗西尼的遗嘱而订制（遗嘱日期为 1509 年 4 月 13 日），规定在她的丈夫尼科洛去世后开始创作。尼科洛于 1510 年 5 月去世。遗嘱没有提到艺术家的名字，瓦萨里 1550 年的《艺苑名人传》曾认为这幅画是乔尔乔内 的作品，但在 1568 年的版本中更正了这个错误，因为从 1510 年 5 月尼科洛去世到五个月后乔尔乔内本人去世，他根本没有时间来创作如此庞大的作品，认为是德尔皮翁博的作品。 
画面左边是亚历山大的加大肋纳、抹大拉的玛利亚和路济亚，右边是洗者若翰，坐在中间的是金口若望和尼各老。抹大拉的马利亚的模特同样也出现在皮翁博 的作品如《莎乐美与施洗约翰的头颅》 （伦敦）和《聪明童女》（华盛顿）中。 